# Theridion nudum
Theridion nudum är en spindelart som beskrevs av Claude Lévi 1959. Theridion nudum ingår i släktet Theridion och familjen klotspindlar. Inga underarter finns listade i Catalogue of Life.